# 2020년 하계 올림픽 니제르 선수단
2020년 하계 올림픽 니제르 선수단은 2021년 일본 도쿄에서 열린 2020년 하계 올림픽에 참가한 올림픽 니제르 선수단이다.
니제르는 2020년 도쿄 하계 올림픽에 출전했다. 원래 2020년 7월 24일부터 8월 9일까지 열릴 예정이었던 올림픽은 코로나19 범유행으로 인해 2021년 7월 23일부터 8월 8일로 연기되었다. 이번 하계 올림픽은 니제르의 13번째 출전이었다. 1964년 국가 출범 이후 나이지리아 선수들은 아프리카와 미국이 보이콧을 주도한 1976년 몬트리올 하계 올림픽과 1980년 모스크바 하계 올림픽을 제외하고 모든 하계 올림픽에 참가해 왔다.

## 출전 선수
| 종목   | 남자 | 여자 | 전체 |
| ------ | ---- | ---- | ---- |
| 육상   | 1    | 1    | 2    |
| 유도   | 1    | 0    | 1    |
| 수영   | 1    | 1    | 2    |
| 태권도 | 1    | 1    | 2    |
| 전체   | 4    | 3    | 7    |

## 같이 보기
- 올림픽 니제르 선수단